# Malleostemon pedunculatus
Malleostemon pedunculatus là một loài thực vật có hoa trong Họ Đào kim nương. Loài này được J.W.Green mô tả khoa học đầu tiên năm 1983.